# Полец
Полец — деревня в Богородском районе Нижегородской области. Входит в состав Алешковского сельсовета. Население 30 (2010) человек

## Общая физико-географическая характеристика
Географическое положение
По автомобильным дорогам расстояние до областного центра города Нижнего Новгорода составляет 50 км, до районного центра города Богородска — 7,6 км. Абсолютная высота 107 метров над уровнем моря.
Часовой пояс
Полец, как и вся Нижегородская область, находится в часовой зоне МСК (московское время). Смещение применяемого времени относительно UTC составляет +3:00.

## История
В «Списке населенных мест» Нижегородской губернии по данным за 1859 год значится как казённая деревня при колодцах в 30 верстах от Нижнего Новгорода. Относилась к первому стану Горбатовского уезда. В деревне насчитывалось 26 дворов и проживало 115 человек (48 мужчин и 67 женщин).

## Население
| 1999 | 2002 | 2010 |
| ---- | ---- | ---- |
| 47   | ↘33  | ↘26  |

Национальный состав
Согласно результатам переписи 2002 года, в национальной структуре населения русские составляли  94% из 33 человек.